# Euplectrus variabilis
Euplectrus variabilis är en stekelart som beskrevs av Jean Risbec 1952. Euplectrus variabilis ingår i släktet Euplectrus och familjen finglanssteklar.
Artens utbredningsområde är Madagaskar. Inga underarter finns listade i Catalogue of Life.